# ローカス (出版社)
株式会社ローカスは、実用書、特にコンピュータ関連書籍専門の日本の出版社。単行本の「逆引き～」シリーズや、ムックの「こんなに簡単～」シリーズが有名。現在では各社がこぞってパソコンの実用書として発売している逆引きスタイルの書籍は、ローカスが元祖。

## 沿革
- 1986年：創業。
- 2001年頃：ゲーム事業から撤退。
- 2002年：経営が傾き、パソコンスクール大手のアビバジャパンの100%子会社となる。
- 2005年：アビバジャパンの経営が傾き、アビバジャパン・グループが大手通信教育会社のベネッセ・グループの傘下に入る。
- 2006年：経営を再建、ベネッセ・グループから脱し、セブンシーズホールディングス（現・FRACTALE）のグループ会社となる。
- 2007年10月：創業者の市川公士が社長を退陣し、セブンシールズホールディングス・グループの出版社、インフォレスト株式会社の社長藤堂裕隆がローカスの新社長に就任。インフォレストとの統廃合が始まる。
- 2008年3月：ローカスのインフォレストへの事実上の吸収合併が完了し、ローカスの事業は整理統廃合されてインフォレストのいくつかの事業部に引き継がれた。ローカスの名前はインフォレストのコンピュータ関連書籍のブランドとして今後とも使用する。
- 2009年2月：インフォレストに正式に吸収合併され解散。

## コンピュータゲーム事業
ウィザードリィシリーズ作品のPC・コンシューマ展開を行なっており、販売を担当していた。
- ウィザードリィ8
- ウィザードリィ リルガミンサーガ
- ウィザードリィ ニューエイジオブリルガミン
- ウィザードリィコレクション